# 欧洲E73公路
欧洲E73公路（E73）是欧洲的一条国际公路，南北路走向，连接了欧洲大陆中部，起点为匈牙利布达佩斯，穿过克罗地亚东部和波斯尼亚和黑塞哥维那，直达亚得里亚海的港口奧普曾，全长约702-（436-英里）。